# Arte neo-geo
Neo-geo ou Conceitualismo neo-geométrico  foi um movimento artístico de abstração geométrica surgido na década de 1980, que reconhece a tecnologia ao mesmo tempo como uma promessa e uma ameaça, criticando o mercantilismo e o consumismo da sociedade moderna.
As obras de arte neo-geo em geral são de grande formato e compostas de padrões ou sinais que se destacam contra fundos planos e coloridos.

## Nomeação
O termo “neo-geo” foi utilizado pela primeira vez em referência a uma exposição de 1986 na Sonnabend Gallery, no bairro do SoHo, em Nova Iorque, que incluía obras de arte de Jeff Koons, Peter Halley, Ashley Bickerton e Meyer Vaisman.
Este nome, contudo, foi objeto de polêmica entre artistas, curadores, galeristas e colecionadores de arte. Outros nomes propostos para o movimento foram  “arte pós-conceitual”, “pós-conceitualismo”, “simulacionismo”, “'abstração pós-abstrata" e "neo-minimalismo".  O artista e galerista Peter Nagy propunha inclusive que o movimento não tivesse um rótulo, argumentando que, uma vez nomeado, o movimento seria desconstruído. Outros críticos questionaram se o movimento tinha originalidade suficiente para ser designado individualmente, já que tinha muitas semelhanças com movimentos anteriores, como a arte abstrata geométrica, a pop art e a arte conceitual.

## Influências
A arte neo-geo foi influenciada por movimentos anteriores do século XX, incluindo o minimalismo, a pop art e a op art.
Muitos artistas neo-geo foram influenciados por conceitos filosóficos desenvolvidos na Europa durante o século XX, especialmente pelas ideias pós modernas do pensador francês Jean Baudrillard. Segundo a Galeria Tate, estes artistas consideravam, como Baudrillard, que a geometria poderia ser considerada como uma metáfora para o mundo moderno.

## Artistas estrangeiros
- Peter Halley[5]
- Jeff Koons[6]
- Haim Steinbach[7]
- DoDoU[8]
- Meyer Vaisman
- Ashley Bickerton
- Ross Bleckner

## Artistas brasileiros
- Jeannette Priolli